# 太西煤
太西煤产自于宁夏回族自治区石嘴山市汝箕沟矿区，因开采地地处太原以西，故为此名。太西煤有三低（低磷、低灰、低硫）和六高（高发热量、高块煤率、高比电阻、高化学活性、高精煤回收率和高机械强度）的特点，以出口为主，是宁夏五宝之一（其余四宝为枸杞、甘草、滩羊皮、贺兰石）。太西煤是贺兰山区的侏罗纪无烟煤，自清朝便已有开采。
1. ↑  . 新华网. 2018-09-11  [2020-02-28]. （原始内容存档于2020-04-03）.